# Kivi (Iran)
Pour les articles homonymes, voir Kivi.
Kivi (en persan : گيوئ ou persan : گیوی)  est une ville d'Iran située dans la province d'Ardabil au nord de l'Iran.